# Yolette Mengual
 (avril 2024).
Pour les articles homonymes, voir Mengual.
Yolette Mengual est une femme politique, communicatrice sociale et sociologue haïtienne. Elle était directrice à l'alliance des femmes pour une nouvelle Haïti et conseillère électorale à C.E.P .

## Biographie
Yolette Mengual est née Petit-Goâve, le 22 février 1976. Elle a fait des études en communication sociale et sociologie à la Faculté des Sciences humaines de l'Université d'État d'Haïti en 1983 et les fonctions des médias à l'Université Laval. 
Elle a occupé plusieurs postes tels que : chef du cabinet au Ministère à la Condition Féminine et aux Droits des Femmes. Elle a été coordonnatrice à l'Alliance des femmes pour une nouvelle Haiti, Chef Exécutif à MCC, communication Haiti,  Conseillère électorale, au Conseil Electoral Permanent Haiti.

### Carrière politique
Grâce aux votes impliquant plusieurs organisations féministes des dix départements aux élections législatives et présidentielles, Madame Mengual a été choisie pour représenter le secteur féminin aux C.E.P de 2015- 2016. L'ex -conseillère électorale, Mme Mengual a été accusée de corruption électorale et le dossier a été envoyé devant le tribunal criminel où elle fut jugée sans assistance de Jury. Convoquée par le juge d'instruction Wilner Morin, le jeudi 30 Mars, Madame Yolette fut destituée de son poste.
Elle a passé 17 mois comme Directrice Générale. En 2018, Elle a été remplacée par Yvon Bonhomme à la Direction générale du Ministère des Haïtiens vivant à l’Étranger.